# Gallerie dell’Accademia
A velencei Gallerie dell'Accademia olasz állami múzeum, a Dorsoduro negyedben található, az Accademia híd lábánál, ahol a 19. század eleje óta a Santa Maria della Carità-templomból, a lateráni kanonokok kolostorából és a Scuola Grande di Santa Maria della Carità-templom alkotta hatalmas komplexumból áll (a bejárat az utóbbi portálján keresztül közelíthető meg). Nevét a Képzőművészeti Akadémiáról kapta, amely 1817-ben nyitotta meg, és 2004-ig közös székhelyük volt.
A venetói és velencei művészet legjobb gyűjteményét egyesíti, különösen a 14. és a 18. század közötti időszak festményeit: a főbb szereplő művészek Tintoretto, Giambattista Pittoni, Tiziano, Canaletto, Giorgione, Giovanni Bellini, Vittore Carpaccio, Cima da Conegliano és Veronese. Más művészeti ágak alkotásait, például szobrokat és rajzokat is őriznek itt, köztük Leonardo da Vinci híres Vitruvius-tanulmányát (csak különleges alkalmakkor állítják ki).
Az Olasz Művelődési Minisztérium tulajdonában van, amely 2014 óta a kiemelt autonómiával rendelkező múzeumi intézetek közé sorolja.

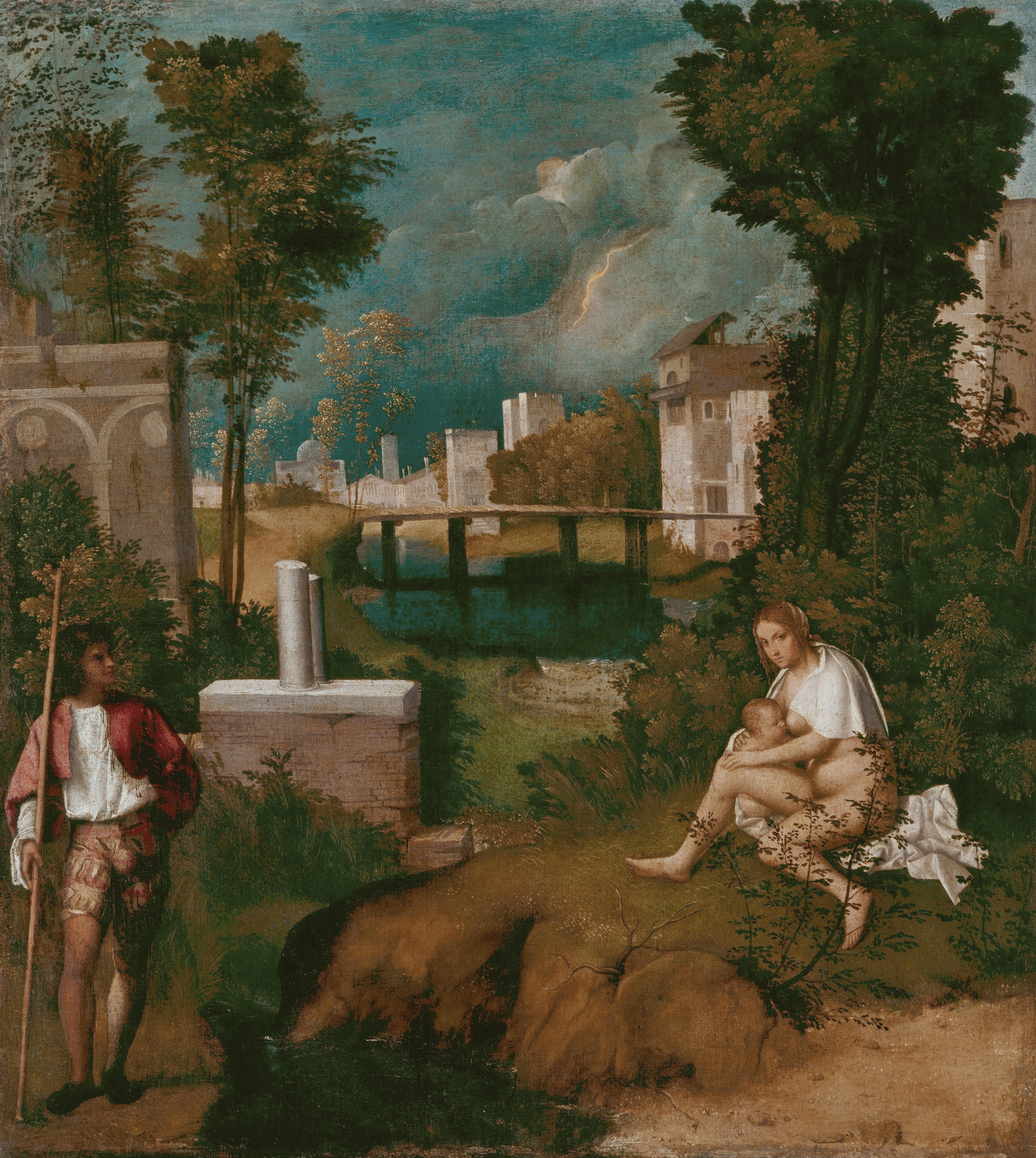
Giorgione: Vihar (1507–1508)

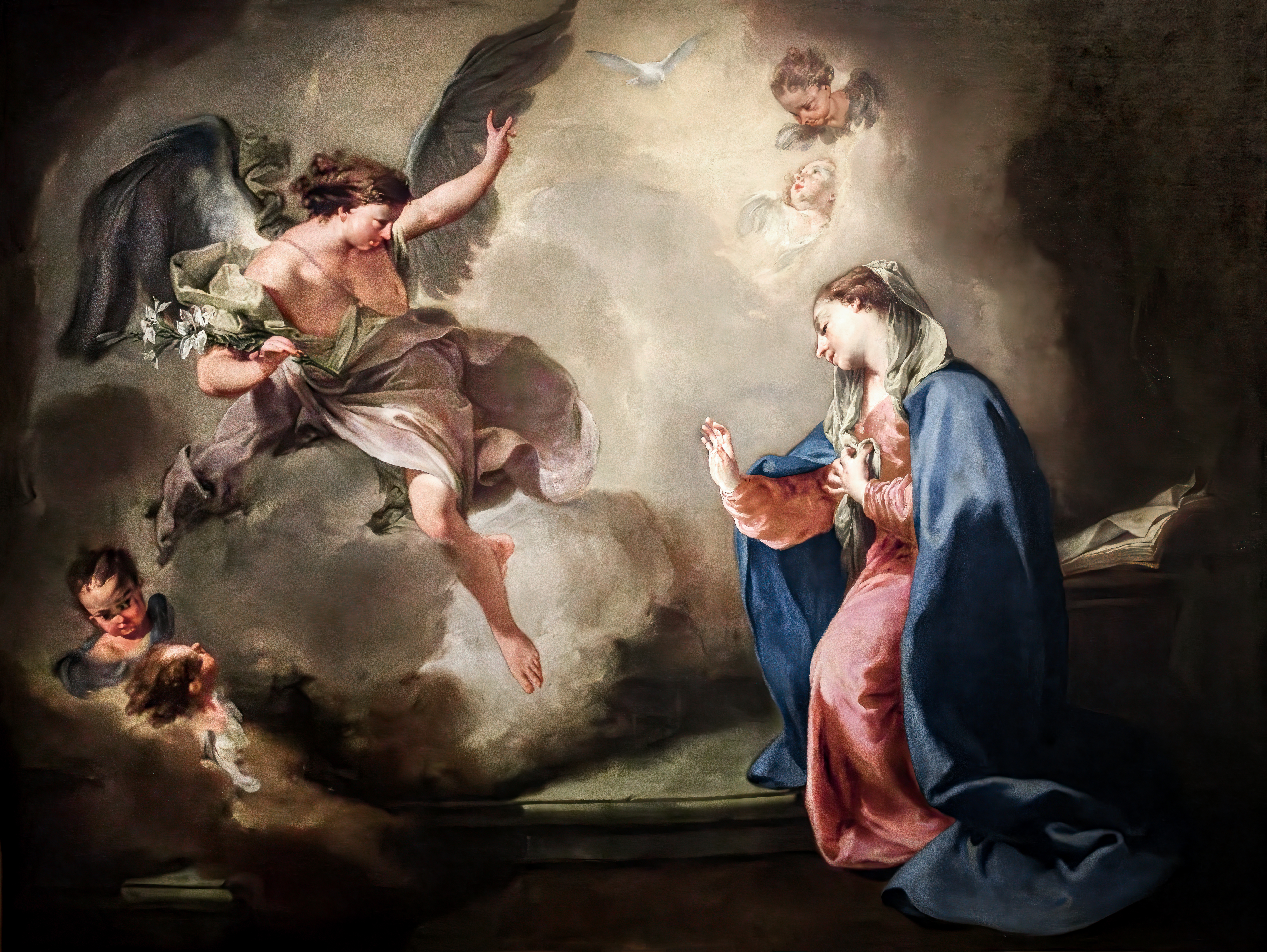
Giambattista Pittoni: Angyali üdvözlet (1687–1767)

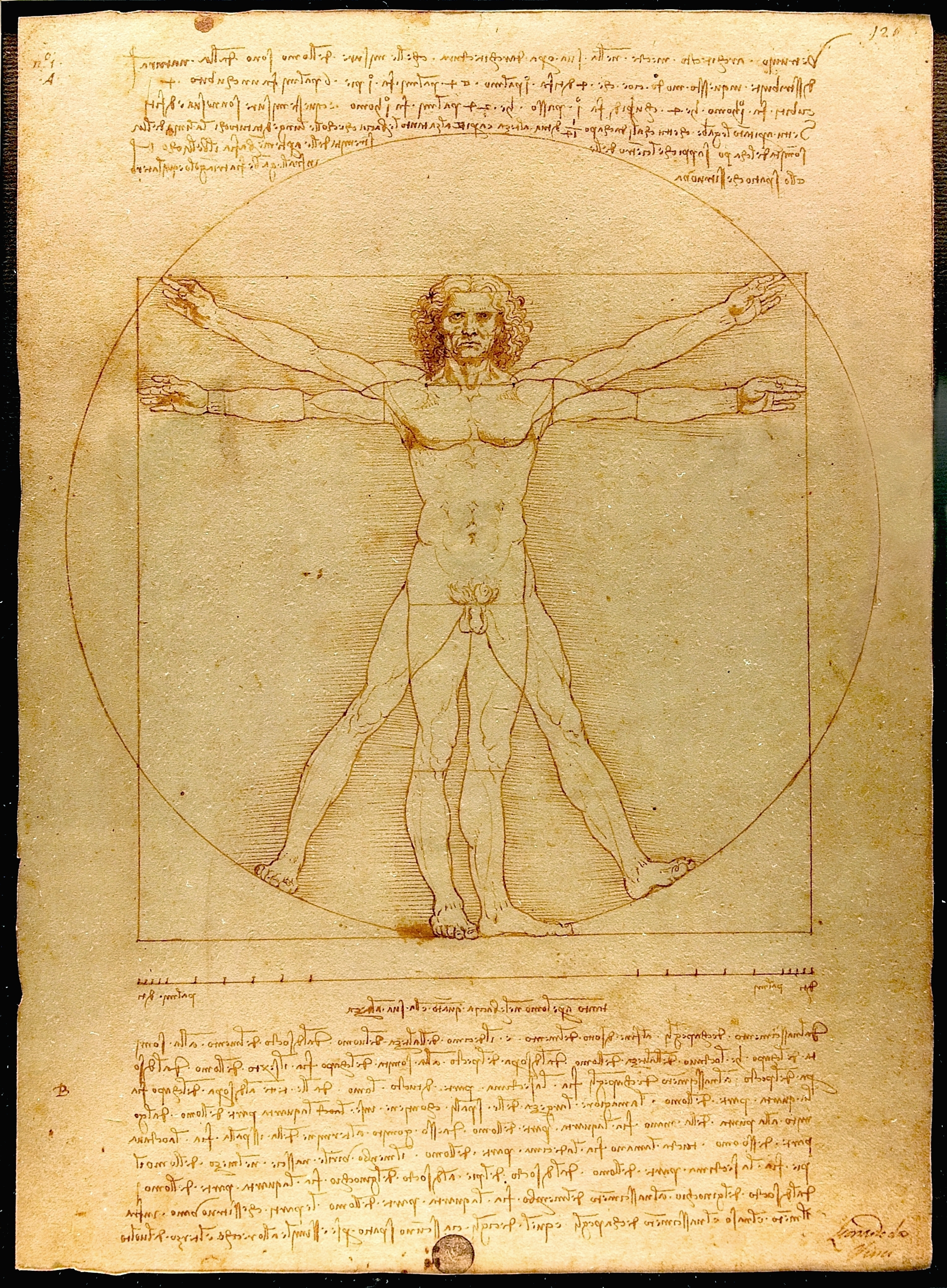
Leonardo da Vinci: Vitruvius-tanulmány, (1490)

## Bemutatott alkotások (válogatás)
Paolo Veneziano
- Assisi Szent Klára, poliptichon (vagy Szűz Mária megkoronázása Krisztus és Szent Ferenc történeteivel), 1350 k.
- Trónoló Madonna a Gyermekkel és a két megrendelő, 1350 előtt

Lorenzo Veneziano
- Oroszlán-poliptichon, 1357
- Angyali üdvözlet Keresztelő Szent János, Nagy Szent Gergely, Szent Jakab és Szent István (vértanú) között, 1371

Catarino
- Szűz Mária megkoronázása, 1375

Jacobello Alberegno
- Apokalipszis, poliptichon, 1360–1390 k.

Nicolò di Pietro
- Trónoló Madonna a Gyermekkel és híveik, 1394

Jacobello del Fiore
- Juszticia Mihály és Gábor arkangyalok között, 1421
- Irgalmas Madonna Keresztelő Szent János és János evangélista társaságában, 1415/1420

Michele di Matteo da Bologna
- Szent Ilona, poliptichon, 1427 után

Michele Giambono
- A Szent Szűz megkoronázása a Paradicsomban főangyalok és szentek, az egyház négy doktora és az evangélisták között, 1447–1448
- San Giacomo Maggiore tra i santi Giovanni Evangelista e il beato Filippo Benizzi, Michele Arcangelo e Luigi da Tolosa, 1450 k.

Jacopo Bellini
- Madonna a Gyermekkel, 1448 után
- Madonna az áldott Gyermekkel és kerubokkal, 1450 k.

Antonio Vivarini
- Madonna az áldott Gyermekkel, 1440 k.
- Szent Mónika házassága, 1430 után

Antonio Vivarini és Giovanni d'Alemagna
- A kegyelem Madonnája, triptichon, 1450 k.

Piero della Francesca
- Szent Girolamo és az adományozó Girolamo Amadi, 1440–1450 k.

Cosmè Tura
- A Zodiákus Madonnája, 1459–1463

Bartolomeo Vivarini
- Ca' Morosini, poliptichon, 1464
- Szent Ambrus Szent Lajos, Szent Péter, Szent Pál és Szent Sebestény, 1477

Andrea Mantegna
- Szent György, 1460 k.

Carlo Crivelli
- Szent Péter és Pál, 1490 k.
- Szent Ansovino és Girolamo, 1490 k.

Andrea da Murano
- Ferrer Szent Vince és Szent Rókus tra i Szent Sebestény, Szent Péter mártír és a Megbocsátó Madonna, 1478 k.

Hans Memling
- Fiatal férfi képmása, 1480 k.

Alvise Vivarini
- Szent beszélgetés, 1480
- Keresztelő Szent János és Szent Máté, 1480 után

Giovanni Bellini
- Szent Sebestyén, triptichon, 1464–1470
- Szent Lorenzo, triptichon, 1464–1470
- Jézus születése, triptichon, 1464–1470
- Madonna, 1464–1470
- Madonna az áldott Gyermekkel, 1475–1479
- Trónoló Madonna alvó Gyermekét imádja, 1475
- Contarini-Madonna, 1475–1480 k.
- Madonna vörös kerubokkal, 1485 k.
- Pala di Szent Jób, 1487 k.
- Madonna degli alberetti, 1487
- Angyali üdvözlet, (segítőkkel) 1489-90
- Madonna Gyermekével Alexandriai Szent Katalin és Mária Magdolna társaságában, 1490 k.
- Négy Allegória, 1490–1500 k.
- Giovanelli szent beszélgetése, 1504
- Rózsás szent Donát kegyelme, 1502
- Glóriás Szent Szűz szentekkel, 1510–1515 k.
- A halott Krisztus  siratása, (segítőkkel) 1515–1516

Gentile Bellini
- Beato Lorenzo Giustiniani, 1445
- Körmenet a Szent Márk téren, 1496
- A Szent Lőrinc-csatornába esett kereszt, 1500
- Guarigione Miracolosa di Pietro de' Ludovici, 1501?

Jacopo da Montagnana
- Angyali üdvözlet, 1494–1497

Giovanni Agostino da Lodi
- Lavanda dei piedi, 1500

Bartolomeo Montagna
- San Pietro benedicente con un devoto, 1505 k.

Pier Maria Pennacchi
- Morte della Vergine, 1510 k.

Hieronymus Bosch
- Quattro visioni dell'Aldilà 1500–1503 k.
- Trittico degli Eremiti 1493 k.
- Trittico di Santa Liberata 1497 k.

Vittore Carpaccio
- Storie di sant'Orsola, 1490–1495
- Miracolo della Croce a Rialto, 1496 k.
- Presentazione di Gesù al Tempio, 1510
- Diecimila martiri del monte Ararat, 1515

Leonardo da Vinci
- Vitruvianus-tanulmány, 1490 k.

Antonello de Saliba
- Angyali üdvözlet, 1485–1535

Cima da Conegliano
- Incredulità di san Tommaso col vescovo Magno, 1492
- Madonna dell'Arancio, 1496–1498
- Madonna col Bambino in trono e santi, 1496–1499
- Arcangelo Raffaele con Tobiolo tra i santi Nicolò e Giacomo Maggiore
- Cristo in pietà sostenuto dalla Madonna, Nicodemo e san Giovanni Evangelista con le Marie
- Leone di san Marco tra i santi Giovanni Battista, Giovanni Evangelista, Maria Maddalena e Girolamo, 1506–1508

Lazzaro Bastiani
- Offerta delle reliquie della Santa Croce ai confratelli della scuola di San Giovanni Evangelista, 1495 után

Giovanni Mansueti
- Miracolo della reliquia della Croce in campo San Lio, 1494 után
- Guarigione miracolosa della figlia di Benvegnudo , 1502

Benedetto Rusconi
- Miracolo della reliquia della Santa Croce, 1510 előtt

Giorgione Da Castelfranco
- Vecchia, 1506 k.
- Tempesta, 1507–1508
- Concerto, 1507 k.

Sebastiano del Piombo
- I quattro santi, 1508 k.

Romanino
- Deposizione e santi, 1510

Marco Basaiti
- Vocazione dei figli di Zebedeo, 1510
- Orazione nell'orto con i santi Ludovico da Tolosa, Francesco, Domenico e Marco, 1516

Giovanni Gerolamo Savoldo
- I santi Antonio abate e Paolo eremita, 1520
- Angyali üdvözlet, 1540 k.

Moretto
- Madonna del Carmelo, 1522 k.

Giovanni Cariani
- Sacra conversazione con san Giuseppe, santa Lucia e Maddalena, 1514

Jacopo Palma il Vecchio
- Sacra conversazione, 1523–1525
- Assunzione della Vergine, 1513
- I santi Marco, Giorgio e Nicola liberano Venezia dai demoni

Lorenzo Lotto
- Giovane malato o Ritratto di gentiluomo nel suo studio, 1530 k.

Il Pordenone
- Il Beato Lorenzo Giustiniani tra due canonici e i Santi Ludovico da Tolosa, Francesco, Bernardino e Giovanni Battista, 1532

Paris Bordon
- Consegna dell'anello al Doge, 1534 k.

Tiziano
- Mária bemutatása a templomban, 1534–1538
- Keresztelő Szent János, 1540 k.
- Madonna a Gyermekkel 1560–1565 k.
- Pietà, 1575–1576

Bonifacio de' Pitati
- Madonna dei sartori, 1533
- Il ricco Epulone, 1543–1545
- Angyali üdvözlet és Padre Eterno sopra la piazza San Marco, 1543–1544

Jacopo Tintoretto
- San Marco libera uno schiavo, 1548
- Trafugamento del corpo di San Marco, 1562
- Ritratto del Procuratore Jacopo Soranzo, 1550 k.
- La creazione degli animali, 1550–1553
- Tentazione di Adamo ed Eva, 1550–1553 k.
- Caino uccide Abele, 1550–1553
- San Luigi, San Giorgio e la principessa, 1552
- Santi Andrea e Girolamo, 1553
- Presentazione di Gesù al Tempio, 1554–1555
- Assunzione della Vergine, 1550–1555 k.
- Deposizione di Cristo dalla croce, 1550–1560 k.
- Madonna dei Tesorieri, 1566
- Ritratto del procuratore Jacopo Soranzo, 1550
- Ritratto del Procuratore Antonio Cappello, 1571?
- Ritratto del doge Alvise Mocenigo, 1570–1577

Giorgio Vasari
- Giustizia e Pazienza, 1542

Jacopo Bassano
- Adorazione dei pastori, 1545 k.
- San Girolamo, 1556

Paolo Veronese
- Allegoria della battaglia di Lepanto, 1572–1573
- Cena a Casa di Levi, 1573
- Madonna col Bambino in trono, san Giovannino e santi, 1562–1564
- Sposalizio mistico di santa Caterina d'Alessandria, 1575 k.
- Venezia riceve l'omaggio di Ercole e Cerere, 1575–1577?
- Angyali üdvözlet, 1578
- Crocifissione, 1570–1588
- San Francesco riceve le stigmate, 1581–1582
- San Nicolò riconosciuto vescovo di Mira

Domenico Fetti
- Meditazione, 1618 k.
- David, 1620 k.

Johann Liss
- Sacrificio di Isacco, 1625–1626
- Abele pianto dai genitori, 1628 előtt

Bernardo Strozzi
- Convito in casa di Simone, 1635–1640
- Ritratto di procuratore, 1636?

Sebastiano Mazzoni
- Angyali üdvözlet, 1664 előtt

Mattia Preti
- Omero, 1636–1638

Luca Giordano
- Crocifissione di san Pietro, 1659–1660

Francesco Maffei
- Perseo mozza il capo a Medusa , 1660 k.
- Scena mitologica, 1660 k.

Fra Galgario
- Ritratto del conte Giovanni Battista Vailetti , 1710 k.

Sebastiano Ricci
- Diana e Callisto, 1712–1716
- Baccanale in onore di Pan, 1716?
- Il sogno di Esculapio, 1720 k.

Marco Ricci
- Paesaggio con torrente, monaci e lavandaie, 1715 k.
- Paesaggio con cavalli che si abbeverano, 1720

Giovanni Antonio Pellegrini
- La Pittura, 1730 k.
- La Scultura, 1730 k.

Jacopo Amigoni
- Venus és Adonisz

Rosalba Carriera
- Ritratto di bambina con bussolà, 1725
- Ritratto di giovinetto, 1726–1726
- Ritratto del console francese Le Blond, 1727
- Ritratto del cardinale Melchior de Polignac, 1732
- Autoritratto, 1746 k.

Giovanni Battista Piazzetta
- Krisztus a kereszten a két lator között, 1710
- Indovina, 1740

Giulia Lama
- Giuditta e Oloferne, 1730–1740

Giambattista Tiepolo
- Ratto di Europa, 1725 k.
- Apolló és Mars, 1725 k.
- Castigo dei serpenti, 1730–1740 k.
- San Giuseppe con Gesù Bambino e santi, 1735 k.
- A Szent Család megjelenése San Gaetanónak, 1735-36
- Scoperta della Vera Croce e sant'Elena, 1743 k.
- Trasporto della Santa Casa di Loreto, 1743 k.

Francesco Zuccarelli
- Caccia al Toro, 1732 k.
- Ratto di Europa, 1740–1750
- Baccanale, 1740–1750

Giuseppe Zais
- Ruderi di un edificio a volte, 1730 k.
- Rovine aniche con grande arco e colonne, 1730 előtt
- L'altalena

Pompeo Batoni
- Madonna in trono con Santi e Beati della famiglia Gabrielli di Gubbio, 1736

Canaletto
- Capriccio con rovine e porta Portello a Padova, 1760 k.
- Capriccio con rovine ed edifici classici,
- Prospettiva con portico, 1765

Antonio Visentini
- Veduta prospettica con studiosi di architettura, 1771–1777

Bernardo Bellotto
- Il rio dei Mendicanti e la Scuola di San Marco, 1740 k.

Michele Marieschi
- Capriccio con edificio gotico e obelisco, 1741 után
- Capriccio con arco classico e capre, 1741 után

Pietro Longhi
- Lezione di danza, 1740–1750
- Il concertino, 1741
- L'indovino, 1750 előtt
- Il farmacista, 1752
- La toeletta, 1741 k.
- Il sarto, 1741

Giovanni Antonio Guardi
- Erminia e Vafrino si imbattono in Tancredi ferito, 1750–1755

Gaspare Traversi
- Il ferito, 1752

Giambattista Pittoni
- Angyali üdvözlet, 1758

Alessandro Longhi
- La famiglia del procuratore Luigi Pisani, 1758 k.
- La pittura e il merito, 1761
- Ritratto di Carlo Lodli, 1770 k.

Giandomenico Tiepolo
- Apparizione dei tre angeli ad Abramo, 1773 k.

Francesco Guardi
- Incendio al deposito degli oli a San Marcuola, 1790
- Bacino di San Marco con San Giorgio e la Giudecca, 1780

Francesco Hayez
- Rinaldo e Armida, 1814
- Aristide, 1812
- Solone, 1812–1813
- La distruzione del tempio di Gerusalemme, 1860–1863
- Autoritratto a 88 anni, 1878

Ippolito Caffi
- Nebbia in Piazza San Marco, 1842

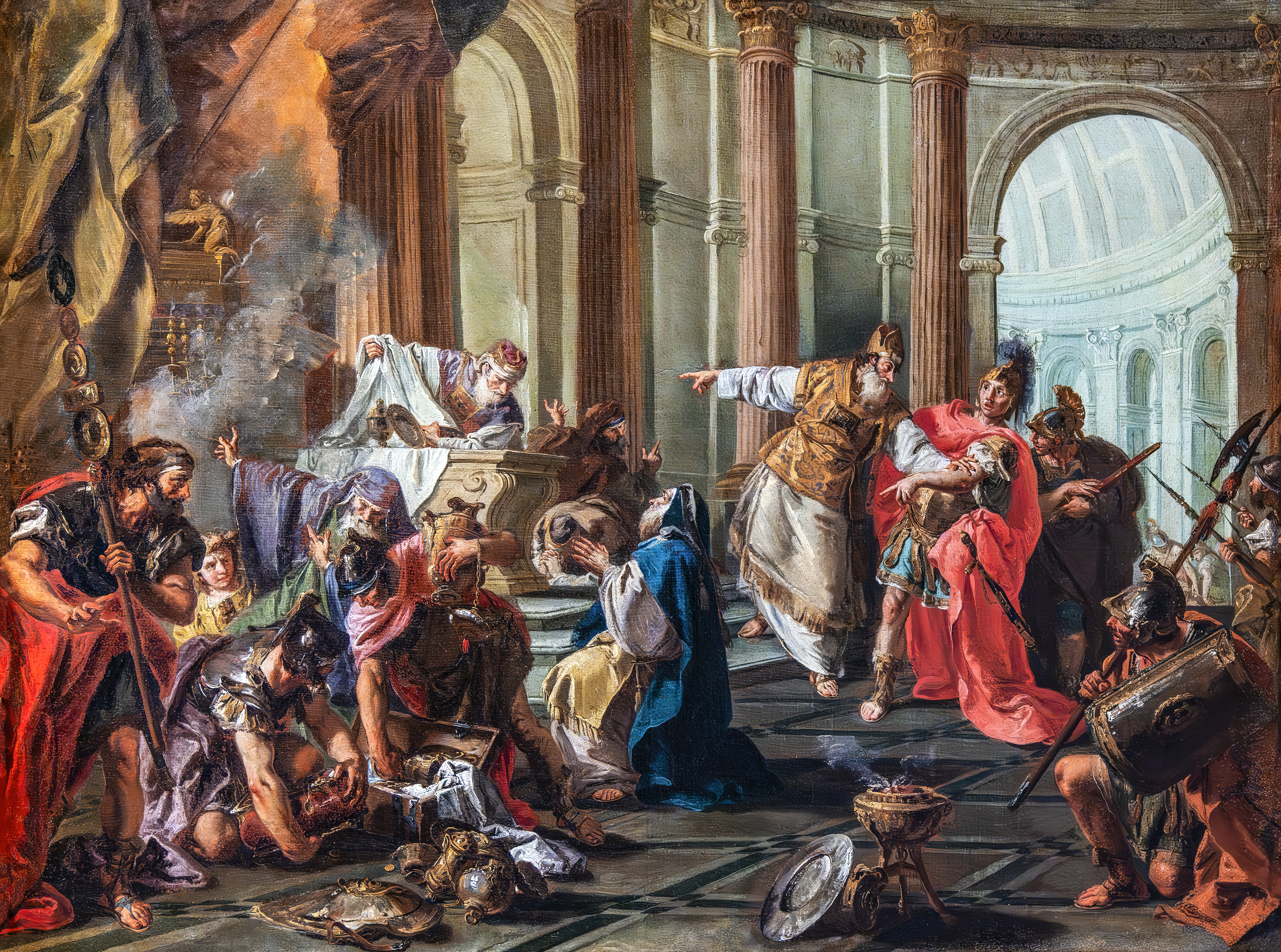
Giambattista Pittoni: Crassus (70-ben) kifosztja a (második) jeruzsálemi templomot (1743)

Az Akadémia alapítása (1750) óta szerez be képzőművészeti alkotásokat oktatási és restaurálási célokra. A Serenissima (1797) bukásával és a Pozsonyi béke megkötésével (1805. december) Velence francia pályára lépett, és a Napóleon által létrehozott Itáliai Királyság egyik tartományává vált. Ebben az időszakban számos rendelet az összes középület bezárásához vezetett, a kolostorok, mintegy 40 plébánia és mintegy 200 kultikus hely felszámolásához, valamint sok más lerombolásához. Azokat a műtárgyakat, amelyek végül nem kerültek szétszóródásra (sok a Louvre után az olasz királyság főmúzeumába, a milánói Brerába került), az Akadémián gyűjtötték össze, alapvetően művészeti hallgatók számára, oktatási céllal.
A gyűjtemény eredeti helye a Fonteghetto della Farina volt, de később ezen épületek rendelkezésre állása a hatóságokhoz került, miután az elnyomások 1807-ben a lateráni kanonokok kolostorának, a templomnak és a Scuola della Caritànak a választásához vezettek. Egy ilyen változatos épületegyüttes kialakítását az akadémikusok értetlenül fogadták, különösen az átadással és az átalakítással járó óriási kiadások miatt, de a kormány döntése nem változott. A mélyreható munkálatok tehát Giannantonio Selva professzor és Francesco Lazzari építész megbízásával kezdődtek: a templomot vízszintesen és függőlegesen is szobákra osztották, megszüntetve az összes oltárt és berendezést; az alsó emeletet öt nagy, az iskola számára szánt helyiségre osztották, míg az emeleten két nagy, tetőablakkal megvilágított, műalkotások bemutatására fenntartott termet alakítottak ki; míg a templom eredeti gótikus ablakait befalazták. Ezenkívül a kolostor elveszítette a Palladio-féle elrendezés egy részét, hogy új szárnyakat építhessenek (1834), a homlokzatot Lazzari átalakította (1830), és az iskola átriumát módosították.
A gyűjtemény első magja a hallgatók esszéiből és a gipszöntvények gyűjteményéből is állt (innen ered a többes számú Gallerie „galériák” elnevezés), és 1817-ben sikeresen kiállították őket. A gyűjtemény a legyőzött Franciaországból hazahozott festményekkel és mindenekelőtt nagy gyűjtők hagyatékával gazdagodott. További felvásárlások történtek, amikor a galériák az államhoz kerültek (1879), és ezután is folytatódtak. A művészeti iskola és a múzeum szétválasztását 1870-ben kezdték el, és csak 1882-ben fejezték be. A művészeti galéria első átszervezésére, a tizenkilencedik századi festmények megszüntetésével, 1895-ben került sor Giulio Cantalamessa vezetésével: összegyűjtötték a nem velencei iskolák kis példányait, a többi festményt pedig időrendi sorrendbe rendezték; a nagy vászonciklusokat a Carità-templom két termében gyűjtötték össze (Carpaccio Szent Orsolya történetei és az igaz kereszt ereklyéjének csodái különböző művészektől); Tiziano: Mária bemutatása a templomban című művét végül a Sala dell'Albergo della Scuolában helyezték el, így visszatért az eredeti kontextusba, amelyre tervezték.
Az első világháború idején a legfontosabb festményeket Firenzébe menekítették, az 1920-as évek elején visszatértek, és rávilágítottak az átszervezés szükségességére. 1923-ban részben vissza akarták állítani a templom apszis termét, megszüntetve a tizenötödik századi festményeknek szánt helyiségeket, helyreállítva a kazettás mennyezetet és a gótikus ablakokat; a Szent Orsolya történetei a ma is nekik otthont adó helyiségbe kerültek, míg a Csodák ciklusa itt maradt. Ugyanebben az időszakban a Szűz Mária mennybevétele-festmény elhagyta a múzeumot, hogy visszatérjen a Frari főoltárához. A fennmaradó tizenkilencedik századi alkotásokat a Ca' Pesaro raktárában hagyták, míg sok külföldi iskola alkotásai a Ca' d'Oróban székelő Franchetti Galériába kerültek.
Az utolsó konfliktus idején a velencei remekműveket különféle decentralizált helyeken védték, köztük a Sassocorvaro erődben is. 1944–1949-ben a legújabb muzeográfiai elvek szerint további korszerűsítési munkálatokat végeztek, Vittorio Moschini irányításával előkészítették a tizenkilencedik századi szobákhoz kapcsolódó új épület gondos felújítását és bővítését, amelynek munkáit Carlo Scarpa végezte. Ezt a beavatkozást csak 1960-ban lehetett véglegesen lezártnak tekinteni, a munkálatok ritkításával, a történelmi hamisítások kiküszöbölésével és a felhasznált anyagokra való nagyobb odafigyeléssel.
Francesco Valcanover irányításával 1961 és 1967 között a rendszerek és szolgáltatások frissítésére került sor. Továbbá a grafikai kollekció átrendeződött a legfelső emelet, adekvát légkondicionált helyiségeiben. A közelmúltban Andrea Palladio épületének legfelső emeletén új raktárt nyitottak, és elvégezték az ismertetők általános felújítását. A 2001–2003 közötti időszakban a Galéria terei egy világítási projekt és a kiállítási területek bővítésének középpontjában álltak. E beavatkozások egy része szintén a Gioco del Lotto támogatásának köszönhetően valósult meg, a 662/96. számú törvény előírásainak megfelelően.

## Székhelye

### A Santa Maria della Carità-komplexum

#### Templom és kolostor
Paolo Veneziano
- Szent Klára (vagy Szűz Mária a Krisztus és Szent Ferenc történeteiből), 1350 k.
- Trónoló Madonna a Gyermekkel és két megrendelővel, 1350 előtt

Lorenzo Veneziano
- Lion, poliptichon, 1357
- Angyali üdvözlet tra i santi Battista, Gregorio, Giacomo e Stefano, 1371

Catarino
- Incoronazione della Vergine, 1375

Jacobello Alberegno
- Polittico dell'Apocalisse, 1360–1390 k.

Nicolò di Pietro
- Trónoló Madonna Gyermekével és híveik, 1394

Jacobello del Fiore
- Giustizia tra gli arcangeli Michele e Gabriele, 1421
- Madonna delle misercordia tra i santi Giovanni Battista ed Evangelista, 1415/1420

Michele di Matteo da Bologna
- Polittico di Sant'Elena, 1427 után

Michele Giambono
- Incoronazione della Vergine in Paradiso tra le gerarchie angeliche e i santi, i quattro dottori della chiesa e gli evangelisti, 1447–1448
- San Giacomo Maggiore tra i santi Giovanni Evangelista e il beato Filippo Benizzi, Michele Arcangelo e Luigi da Tolosa, 1450 k.

Jacopo Bellini
- Madonna col Bambino, 1448 után
- Madonna col Bambino benedicente e i cherubini, 1450 k.

Antonio Vivarini
- Madonna col Bambino benedicente, 1440 k.
- Matrimonio di santa Monica, 1430 után

Antonio Vivarini e Giovanni d'Alemagna
- Trittico della Madonna della Carità, 1450 k.

Piero della Francesca
- San Girolamo e il donatore Girolamo Amadi, 1440–1450 k.

Cosmè Tura
- Madonna dello Zodiaco, 1459–1463

Bartolomeo Vivarini
- Polittico di Ca' Morosini, 1464
- Sant'Ambrogio tra i santi Luigi, Pietro, Paolo e Sebastiano, 1477

Andrea Mantegna
- San Giorgio, 1460 k.

Carlo Crivelli
- Santi Pietro e Paolo, 1490 k.
- Santi Ansovino e Girolamo, 1490 k.

Andrea da Murano
- Santi Vincenzo Ferrer e Rocco tra i santi Sebastiano e Pietro martire e la Madonna della Misericordia tra santi, 1478 k.

Hans Memling
- Ritratto di giovane uomo, 1480 k.

Alvise Vivarini
- Sacra conversazione, 1480
- San Giovanni Battista e San Matteo, 1480 után

Giovanni Bellini
- Trittico di San Sebastiano, 1464–1470
- Trittico di San Lorenzo, 1464–1470
- Trittico della Natività, 1464–1470
- Trittico della Madonna, 1464–1470
- Madonna col Bambino benedicente, 1475–1479
- Madonna in trono che adora il Bambino dormiente, 1475
- Madonna Contarini, 1475–1480 k.
- Madonna dai cherubini rossi, 1485 k.
- Pala di San Giobbe, 1487 k.
- Madonna degli alberetti, 1487
- Angyali üdvözlet, (segítőkkel) 1489-90
- Madonna col Bambino tra le sante Caterina e Maria Maddalena, 1490 k.
- Quattro allegorie, 1490–1500 k.
- Sacra conversazione Giovanelli, 1504
- Pietà Donà dalle Rose, 1502
- Vergine in gloria e santi, 1510–1515 k.
- Compianto sul Cristo morto, (con aiuti) 1515–1516

Gentile Bellini
- Beato Lorenzo Giustiniani, 1445
- Processione in piazza San Marco, 1496
- Miracolo della Croce caduta nel canale di San Lorenzo, 1500
- Guarigione Miracolosa di Pietro de' Ludovici, 1501?

Jacopo da Motagnana
- Angyali üdvözlet, 1494–1497

Giovanni Agostino da Lodi
- Lavanda dei piedi, 1500

Bartolomeo Montagna
- San Pietro benedicente con un devoto, 1505 k.

Pier Maria Pennacchi
- Morte della Vergine, 1510 k.

Hieronymus Bosch
- Quattro visioni dell'Aldilà 1500–1503 k.
- Trittico degli Eremiti 1493 k.
- Trittico di Santa Liberata 1497 k.

Vittore Carpaccio
- Storie di sant'Orsola, 1490–1495
- Miracolo della Croce a Rialto, 1496 k.
- Presentazione di Gesù al Tempio, 1510
- Diecimila martiri del monte Ararat, 1515

Leonardo da Vinci
- Uomo vitruviano, 1490 k.

Antonello de Saliba
- Angyali üdvözlet, 1485–1535 k.

Cima da Conegliano
- Incredulità di san Tommaso col vescovo Magno, 1492
- Madonna dell'Arancio, 1496–1498
- Madonna col Bambino in trono e santi, 1496–1499
- Arcangelo Raffaele con Tobiolo tra i santi Nicolò e Giacomo Maggiore
- Cristo in pietà sostenuto dalla Madonna, Nicodemo e san Giovanni Evangelista con le Marie
- Leone di san Marco tra i santi Giovanni Battista, Giovanni Evangelista, Maria Maddalena e Girolamo, 1506–1508

Lazzaro Bastiani
- Offerta delle reliquie della Santa Croce ai confratelli della scuola di San Giovanni Evangelista, 1495 után

Giovanni Mansueti
- Miracolo della reliquia della Croce in campo San Lio, 1494 után
- Guarigione miracolosa della figlia di Benvegnudo , 1502

Benedetto Rusconi
- Miracolo della reliquia della Santa Croce, 1510 előtt

Giorgione
- Vecchia, 1506 k.
- Tempesta, 1507–1508 k.
- Concerto, 1507 k.

Sebastiano del Piombo
- I quattro santi, 1508 k.

Romanino
- Deposizione e santi, 1510

Marco Basaiti
- Vocazione dei figli di Zebedeo, 1510
- Orazione nell'orto con i santi Ludovico da Tolosa, Francesco, Domenico e Marco, 1516

Giovanni Gerolamo Savoldo
- I santi Antonio abate e Paolo eremita, 1520
- Angyali üdvözlet, 1540 k.

Moretto
- Madonna del Carmelo, 1522 k.

Giovanni Cariani
- Sacra conversazione con san Giuseppe, santa Lucia e Maddalena, 1514

Jacopo Palma il Vecchio
- Sacra conversazione, 1523–1525
- Assunzione della Vergine, 1513
- I santi Marco, Giorgio e Nicola liberano Venezia dai demoni

Lorenzo Lotto
- Giovane malato o Ritratto di gentiluomo nel suo studio, 1530 k.

Il Pordenone
- Il Beato Lorenzo Giustiniani tra due canonici e i Santi Ludovico da Tolosa, Francesco, Bernardino e Giovanni Battista, 1532

Paris Bordon
- Consegna dell'anello al Doge, 1534 k.

Tiziano
- Presentazione di Maria al Tempio, 1534–1538
- San Giovanni Battista, 1540 k.
- Madonna col Bambino, 1560–1565 k.
- Pietà, 1575–1576

Bonifacio de' Pitati
- Madonna dei sartori, 1533
- Il ricco Epulone, 1543–1545
- Angyali üdvözlet e Padre Eterno sopra la piazza San Marco, 1543–1544

Tintoretto
- San Marco libera uno schiavo, 1548
- Trafugamento del corpo di San Marco, 1562
- Ritratto del Procuratore Jacopo Soranzo, 1550 k.
- La creazione degli animali, 1550–1553
- Tentazione di Adamo ed Eva, 1550–1553 k.
- Caino uccide Abele, 1550–1553
- San Luigi, San Giorgio e la principessa, 1552
- Santi Andrea e Girolamo, 1553
- Presentazione di Gesù al Tempio, 1554–1555
- Assunzione della Vergine, 1550–1555 k.
- Deposizione di Cristo dalla croce, 1550–1560 k.
- Madonna dei Tesorieri, 1566
- Ritratto del procuratore Jacopo Soranzo, 1550
- Ritratto del Procuratore Antonio Cappello, 1571?
- Ritratto del doge Alvise Mocenigo, 1570–1577

Giorgio Vasari
- Giustizia e Pazienza, 1542

Jacopo Bassano
- Adorazione dei pastori, 1545 k.
- San Girolamo, 1556

Paolo Veronese
- Allegoria della battaglia di Lepanto, 1572–1573
- Cena a Casa di Levi, 1573
- Madonna col Bambino in trono, san Giovannino e santi, 1562–1564
- Sposalizio mistico di santa Caterina d'Alessandria, 1575 k.
- Venezia riceve l'omaggio di Ercole e Cerere, 1575–1577?
- Angyali üdvözlet, 1578
- Crocifissione, 1570–1588
- San Francesco riceve le stigmate, 1581–1582
- San Nicolò riconosciuto vescovo di Mira

Domenico Fetti
- Meditazione, 1618 k.
- David, 1620 k.

Johann Liss
- Sacrificio di Isacco, 1625–1626
- Abele pianto dai genitori, 1628 előtt

Bernardo Strozzi
- Convito in casa di Simone, 1635–1640
- Ritratto di procuratore, 1636?

Sebastiano Mazzoni
- Angyali üdvözlet, 1664 előtt

Mattia Preti
- Omero, 1636–1638

Luca Giordano
- Crocifissione di san Pietro, 1659–1660

Francesco Maffei
- Perseo mozza il capo a Medusa, 1660 k.
- Scena mitologica, 1660 k.

Fra Galgario
- Ritratto del conte Giovanni Battista Vailetti , 1710 k.

Sebastiano Ricci
- Diana e Callisto, 1712–1716
- Baccanale in onore di Pan, 1716?
- Il sogno di Esculapio, 1720 k.

Marco Ricci
- Paesaggio con torrente, monaci e lavandaie, 1715 k.
- Paesaggio con cavalli che si abbeverano, 1720

Giovanni Antonio Pellegrini
- La Pittura, 1730 k.
- La Scultura, 1730 k.

Jacopo Amigoni
- Venere e Adone

Rosalba Carriera
- Ritratto di bambina con bussolà, 1725
- Ritratto di giovinetto, 1726–1726
- Ritratto del console francese Le Blond, 1727
- Ritratto del cardinale Melchior de Polignac, 1732
- Autoritratto, 1746 k.

Giovanni Battista Piazzetta
- Cristo crocifisso tra i due ladroni, 1710
- Indovina, 1740

Giulia Lama
- Giuditta e Oloferne, 1730–1740

Giambattista Tiepolo
- Ratto di Europa, 1725 k.
- Apollo e Marsia, 1725 k.
- Castigo dei serpenti, 1730–1740
- San Giuseppe con Gesù Bambino e santi, 1735 k.
- Apparizione della Sacra Famiglia a San Gaetano, 1735-36
- Scoperta della Vera Croce e sant'Elena, 1743 k.
- Trasporto della Santa Casa di Loreto, 1743 k.

Francesco Zuccarelli
- Caccia al Toro, 1732 k.
- Ratto di Europa, 1740–1750
- Baccanale, 1740–1750

Giuseppe Zais
- Ruderi di un edificio a volte, 1730 előtt
- Rovine aniche con grande arco e colonne, 1730 előtt
- L'altalena

Pompeo Batoni
- Madonna in trono con Santi e Beati della famiglia Gabrielli di Gubbio, 1736

Canaletto
- Capriccio con rovine e porta Portello a Padova, 1760 k.
- Capriccio con rovine ed edifici classici
- Prospettiva con portico, 1765

Antonio Visentini
- Veduta prospettica con studiosi di architettura, 1771–1777

Bernardo Bellotto
- Il rio dei Mendicanti e la Scuola di San Marco, 1740 k.

Michele Marieschi
- Capriccio con edificio gotico e obelisco, 1741 után
- Capriccio con arco classico e capre, 1741 után

Pietro Longhi
- Lezione di danza, 1740–1750
- Il concertino, 1741
- L'indovino, 1750 előtt
- Il farmacista, 1752
- La toeletta, 1741 k.
- Il sarto, 1741

Giovanni Antonio Guardi
- Erminia e Vafrino si imbattono in Tancredi ferito, 1750–1755

Gaspare Traversi
- Il ferito, 1752

Giambattista Pittoni
- Angyali üdvözlet, 1758

Alessandro Longhi
- La famiglia del procuratore Luigi Pisani, 1758 k.
- La pittura e il merito, 1761
- Ritratto di Carlo Lodli, 1770 után

Giandomenico Tiepolo
- Apparizione dei tre angeli ad Abramo, 1773 k.

Francesco Guardi
- Incendio al deposito degli oli a San Marcuola, 1790
- Bacino di San Marco con San Giorgio e la Giudecca, 1780

Francesco Hayez
- Rinaldo e Armida, 1814
- Aristide, 1812
- Solone, 1812–1813
- La distruzione del tempio di Gerusalemme, 1860–1863
- Autoritratto a 88 anni, 1878

Ippolito Caffi
- Nebbia in Piazza San Marco, 1842

A 12. században épült templom és kolostor a következő századtól egy Battuti Iskolának adott otthont, anyagi támogatásért. A 15. században IV. Jenő (velencei származású) pápa támogatásának köszönhetően nőtt a bevétel, ami lehetővé tette az épületek felújítását és további bővítését.
A komplexum a következő évszázadban is virágzott, olyannyira, hogy Andrea Palladiót megbízták egy nagyon ambiciózus kolostorprojekttel, amely soha nem fejeződött be. Az 1630-as tűz ehelyett hanyatlásának kezdetét jelenti, amely 1744-ben a harangtorony összeomlásával tetőzött.
1768-ban a lateráni kanonokok rendjét felszámolták, a templomot 1806=ban bezárták.

#### A Santa Maria della Carità nagyszerű iskolája

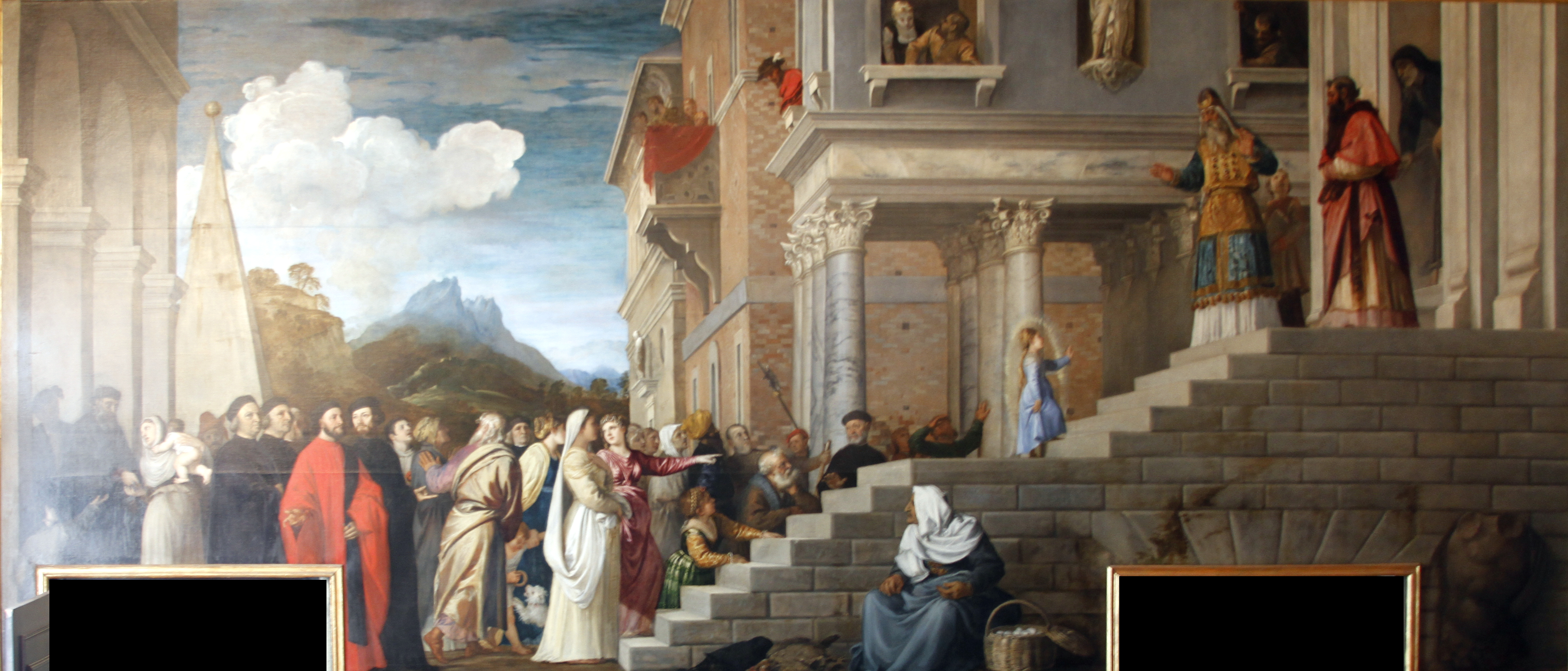
Mária bemutatása a templomban, amelyet Tiziano festett a Sala dell'Albergo della Scuola számára

Az 1260-ban alapított Jótékonysági Iskola az első nagy iskolák (azaz a Battuti) egyike volt. Először a San Leonardo-templomban, majd a Giudeccában kapott helyet, 1261-ben már kapott helyet ebben a kolostorban. A többi iskolához hasonlóan a szegények iránti kölcsönös segítségnyújtás és jótékonysági feladatai is voltak, amelyet testvérei és a Velencei Köztársaság által befizetett összegek körültekintő befektetésével is művelt.
Gazdagságának köszönhetően a testvériség több alkalommal is segíthette a kanonokokat ingatlanok megvásárlásával, például földterület megvásárlásával, amelyen 1344-től állandó székhelyét építette. A bejárat azonban közös maradt a kolostorral, és a mai bejárattól balra lévő ajtó volt, amelyet az iskola védőszentjeivel díszített gótikus edikulumok díszítettek. Belül a káptalani kazettás mennyezettel (15. század, megőrzött) és számos festmény gazdagította. A legfontosabbak közé tartozik az eredeti helyen (korábban Sala dell'Albergo della Scuola) kiállított két alkotás: Tiziano: Mária bemutatása a templomban (1538), valamint Antonio Vivarini és Giovanni d'Alemagna: Madonna della Carità triptichonja. (1480); a sorozat másik két alkotása, Giampietro Silvio: A Szűz házassága és Girolamo Dente Angyali üdvözlet című alkotása, amely korábban Mason Vicentino plébániatemplomában állt, mára újra egyesült eredeti kontextusával.
1760 körül Bernardino Maccaruzzi és Giorgio Massari belső és külső változtatásokat hajtott végre a korábbi gótikus homlokzat teljes cseréjével és a portál mezőre nyílásával (a homlokzat 1830-ban nyeri el jelenlegi megjelenését). Bár még mindig virágzott, az Iskola 1806-ban elnyomást is szenvedett.

## Gyűjtemények
A mai gyűjtemény a következőkre osztható: művek, amelyek mindig is a Santa Maria della Caritában és Iskolájában voltak, az elnyomások során gyűjtött művek, a régi helyről idekerült akadémikusok kisszámú művei, speciálisan vásárolt művek (pl. Farsetti apát 1805) gipszgyűjteményét, és végül hagyatékon keresztül érkeztek a művek. A legrégebbi hagyatékok között emlékezünk Giambattista Pittoni Angyali üdvözletére 1757-ből, amelyet azóta, hogy az Akadémia elnöke lett, a hagyományoknak megfelelően a Velencei Akadémia otthonául szolgáló Akadémia tárgyalótermében, ma pedig a festőtermében állítják ki. Paladia con Tintoretto, Girolamo Molin (1816), amely velencei primitívek különféle műveit készítette, Felicita Reiner (1833, csak 1850-ben formálták), amely Piero della Francesca (San Girolamo és az adományozó Girolamo Amadi) műveit készítette. Giovanni Bellini (Madonna és gyermeke Szent Katalin és Mária Magdolna között), valamint Girolamo Contarinié (1838), amely 180 alkotást tartalmazott, köztük a Madonna degli Alberettit és a szintén Bellini négy allegóriáját, valamint hat Pietro Longhi festményt. A grafikai gyűjtemény 1822-ben jött létre Giuseppe Bossi több mint háromezer darabból álló gyűjteményének megvásárlásával, köztük a híres vitruviusi emberrel, valamint a lombard, ligur, bolognai, toszkán, római, francia, német és flamand.
A 19. században a gyűjtemények uralkodó velencei festészetre való irányultságát korlátozónak tartották, és a más iskolákból származó alkotások hiányát hasonló intézményekkel folytatott csereprogramok révén próbálták pótolni. A valóságban, amikor az oktatási cél hanyatlott, ezt a sokszínűséget végül értékelendő és erősítendő sajátosságnak tekintették.
A tizenkilencedik század közepén Ferenc József olyan műveket vásárolt a galériába, mint Mantegna Szent György, Hans Memling Fiatal férfi portréja és Giorgione Öregasszony című műve. Cantalamessa vezényletével megjelent Cosimo Tura Madonna és gyermeke, Palma il Vecchio Szent beszélgetése és Giambattista Tiepolo két korai műve. Gino Fogolari rendezése (1905-től) további alapvető remekműveket biztosított a múzeumnak, mint például Giorgione vihara, valamint Luca Giordano és Bernardo Strozzi művei. A világháborúk szünete után újraindult az új művek beszerzése: 1949-ben Guido Cagnola Canaletto vázlatfüzetét adományozta, míg a hetvenes években Francesco Guardi és Alessandro Longhi művei érkeztek. A nyolcvanas évek elején a Valcanover mintegy harminc, Rodolfo Siviero által Németországban és más országokban előkerült alkotást birtokolt, amelyek még a firenzei Palazzo Pitti lelőhelyén voltak, azonban mindössze nyolc festményt sikerült megszereznie, köztük Giovanni Antonio Guardi, Canaletto művei. és Sebastiano Ricci.
2018 januárjában, a galéria első nyilvános megnyitásának kétszázadik évfordulója alkalmából a Mibact a Venetian Heritage és a Venice in Peril Fund of London együttműködésével bemutatta azokat az új szerzeményeket, amelyek gazdagítják a múzeum művészeti örökségét: Giorgio Vasari Reményt ábrázoló vászna, Bernardo Strozzi Az esküvői bankett példázatának töredéke, Pietro Bellotti Önarcképe mint a megdöbbenés allegóriája és Francesco Hayez 18 előkészítő rajza A jeruzsálemi templom lerombolása című festményhez.
Vasari, aki 1541 körül érkezett Velencébe, a Palazzo Corner egyik helyiségének mennyezetére szánt festményekre kapott megbízást. Később azonban a tizennyolcadik század végén a mennyezetet leszerelték, és a megfelelő rekeszeket szétszórták a nemzetközi piacon. Csak 1987-ben sikerült az államnak a velencei felügyelőség segítségével visszaszereznie az összes töredéket, amelyek között a La Speranza az utolsók egyikének visszaszerzését jelenti, mielőtt a komplexum teljes egészében újra összeállítható és visszakerülhetett volna a városba. a velencei.
Strozzi vásznát követve egy nagyobb ovális kompozíció töredéke, amely az esküvői bankett példázatát ábrázolja, amely alkotás eredetileg a Gyógyíthatatlanok Kórházának templomában őrzött.
Szintén 2017-ben vásárolták meg Pietro Belotti önarcképét, amely a velencei festő művészeti alkotásának egyik legegyedibb és legmeghatározóbb alkotása, ahol a művésznek a tizenhatodik századi velencei hagyomány helyreállítására tett kísérlete továbbra is egyértelmű.
Végül Francesco Hayez, az olasz romantika vitathatatlan főszereplője, előkészítő vázlatai minden bizonnyal a tizenkilencedik század egyik legnagyobb európai festője volt.

## Fordítás
- Ez a szócikk részben vagy egészben  a   Gallerie dell'Accademia című olasz Wikipédia-szócikk ezen változatának fordításán alapul.  Az eredeti cikk szerkesztőit annak laptörténete sorolja fel. Ez a jelzés csupán a megfogalmazás eredetét és a szerzői jogokat jelzi, nem szolgál a cikkben szereplő információk forrásmegjelöléseként.